# Terinos taxiles
Terinos taxiles är en fjärilsart som beskrevs av William Chapman Hewitson 1862. Terinos taxiles ingår i släktet Terinos och familjen praktfjärilar. Inga underarter finns listade i Catalogue of Life.